# Мисте
Мисте (њем. Mieste) општина је у њемачкој савезној држави Саксонија-Анхалт. Једно је од 40 општинских средишта округа Алтмарк Салцведел. Према процјени из 2010. у општини је живјело 2.265 становника. Посједује регионалну шифру (AGS) 15081355, NUTS (DEE04) и LOCODE (DE MEX) код.

## Географски и демографски подаци
Мисте се налази у савезној држави Саксонија-Анхалт у округу Алтмарк Салцведел. Општина се налази на надморској висини од 58 метара. Површина општине износи 37,4 km². У самом мјесту је, према процјени из 2010. године, живјело 2.265 становника. Просјечна густина становништва износи 61 становника/km².